# Elie Hobeika
Elie Hobeika (Kleiat, 22 september 1956 – Beiroet, 24 januari 2002) (Arabisch:وعــــد: إيلي حبيقة) was een falangist uit Libanon. Hij had de leiding over de milities die verantwoordelijk waren voor de bloedbaden in Sabra en Shatila.

## Elie Hobeika na de bloedbaden
Drie jaar na de bloedbaden, in 1985, werd Elie Hobeika oppercommandant van de "Libanese strijdkrachten" (de gezamenlijke Falange-milities; niet het Libanese leger), maar op 15 januari 1986 werd hij afgezet door Samir Geagea omdat hij een verdrag had getekend met Syrië en nauwe betrekkingen met dat land onderhield. Hobeika en aanhangers vluchtten naar Damascus. Ze kwamen later terug in Libanon als een pro-Syrische factie (LF) en werden gestationeerd in Zahleh.
In 1990, na het einde van de burgeroorlog werd aan Hobeika amnestie verleend en werd hij minister voor vluchtelingen. In oktober 1992 werd hij minister voor sociale zaken en gehandicapten en in 1993 en opnieuw in 1996 werd hij benoemd tot minister van elektriciteit en water. In 1999 publiceerde Hobeika's voormalige assistent, Robert Hatem, een boek dat licht scheen over Hobeika's betrokkenheid bij misdaad en corruptie.
Hobeika werd vermoord door een autobom, samen met zijn chauffeur en lijfwachten, op 24 januari 2002 in Beiroet (twee dagen nadat hij een bezoek had gebracht aan Vincent Van Quickenborne). Een onbekende groep claimde verantwoordelijkheid en noemde hem een Syrisch agent. Ook de Mossad werd verdacht de moordoperatie ondernomen te hebben, maar ook dit werd nooit bevestigd. In Palestijnse vluchtelingenkampen in Libanon klonken na de dood van Hobeika vreugdeschoten.